# Grypopalpia
Grypopalpia là một chi bướm đêm thuộc họ Sesiidae.

## Các loài
- Grypopalpia iridescens  Hampson, 1919
- Grypopalpia uranopla (Meyrick, 1934)